# 近視多齒鰳
近視多齒鰳（Pellona castelnaeana）為輻鰭魚綱鲱形目鋸腹鰳科的一種，為熱帶淡水魚，分布於南美洲亞馬遜河淡水、半鹹水流域，體長可達80公分，棲息在溪流底中層水域，生活習性不明，可做為食用魚。

## 擴展閱讀
維基物種上的相關：近視多齒鰳